# Гузан (коммуна)
Гуза́н (фр. Gouzens, окс. Gosens) — коммуна во Франции, находится в регионе Юг — Пиренеи. Департамент — Верхняя Гаронна. Входит в состав кантона Монтескьё-Вольвестр. Округ коммуны — Мюре.
Код INSEE коммуны — 31226.

## География

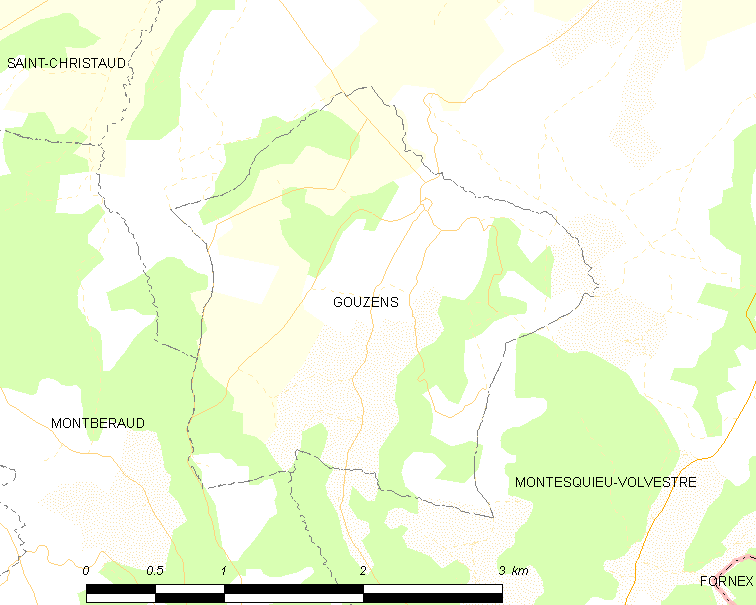
Карта коммуны

Коммуна расположена приблизительно в 640 км к югу от Парижа, в 55 км к юго-западу от Тулузы.
По территории коммуны протекают небольшие реки Лазау фр. Lazaou и Бонис фр. Bonis.

## Население
Население коммуны на 2010 год составляло 95 человек.
| 1962 | 1968 | 1975 | 1982 | 1990 | 1999 | 2010 |
| ---- | ---- | ---- | ---- | ---- | ---- | ---- |
| 99   | 72   | 49   | 52   | 61   | 61   | 95   |

## Администрация
| Период | Период | Фамилия       | Партия | Примечания |
| ------ | ------ | ------------- | ------ | ---------- |
| 2001   | 2008   | Рене Шербонье |        |            |
| 2008   | 2014   | Робер Мишель  |        |            |
| 2014   | 2020   | Анн-Мари Найа |        |            |

## Экономика
В 2010 году среди 68 человек трудоспособного возраста (15—64 лет) 46 были экономически активными, 22 — неактивными (показатель активности — 67,6 %, в 1999 году было 57,4 %). Из 46 активных жителей работали 43 человека (22 мужчины и 21 женщина), безработных было 3 (2 мужчин и 1 женщина). Среди 22 неактивных 6 человек были учениками или студентами, 6 — пенсионерами, 10 были неактивными по другим причинам.